# Communauté de communes du Val d’Ay
Die Communauté de communes du Val d’Ay ist ein französischer Gemeindeverband mit Rechtsform einer Communauté de communes im Norden des Départements Ardèche, dessen Verwaltungssitz sich in dem Ort Satillieu befindet. Seine Mitgliedsgemeinden liegen entlang des namensgebenden Flusses Ay, der von den östlichen Ausläufern des Zentralmassivs in Richtung Rhone fließt. Der 2001 gegründete Gemeindeverband besteht aus acht Gemeinden auf einer Fläche von 146,18 km². Präsidentin des Gemeindeverbandes ist Brigitte Martin.

## Aufgaben
Zu den vorgeschriebenen Kompetenzen gehören die Entwicklung und Förderung wirtschaftlicher Aktivitäten und des Tourismus. Der Gemeindeverband bestimmt die Wohnungsbaupolitik. Er betreibt die Straßenmeisterei, die Müllabfuhr und ‑entsorgung und Teile des öffentlichen Nahverkehrs/Schulbusverkehrs. Zusätzlich fördert der Verband Kultur- und Sportveranstaltungen.

## Historische Entwicklung
Mit Wirkung vom 1. Januar 2017 verließen die Gemeinden Ardoix und Quintenas den Verband und schlossen sich der Annonay Rhône Agglo an.

## Mitgliedsgemeinden
Folgende acht Gemeinden gehören der Communauté de communes du Val d’Ay an:
| Gemeinde                           | Einwohner 1. Januar 2022 | Fläche km² | Dichte Einw./km² | Code INSEE | Postleitzahl |
| ---------------------------------- | ------------------------ | ---------- | ---------------- | ---------- | ------------ |
| Lalouvesc                          | 383                      | 10,53      | 36               | 07128      | 07520        |
| Préaux                             | 706                      | 22,33      | 32               | 07185      | 07290        |
| Saint-Alban-d’Ay                   | 1.396                    | 23,73      | 59               | 07205      | 07790        |
| Saint-Jeure-d’Ay                   | 497                      | 6,90       | 72               | 07250      | 07290        |
| Saint-Pierre-sur-Doux              | 110                      | 21,19      | 5                | 07285      | 07520        |
| Saint-Romain-d’Ay                  | 1.168                    | 9,36       | 125              | 07292      | 07290        |
| Saint-Symphorien-de-Mahun          | 117                      | 19,32      | 6                | 07299      | 07290        |
| Satillieu                          | 1.502                    | 32,82      | 46               | 07309      | 07290        |
| Communauté de communes du Val d’Ay | 5.879                    | 146,18     | 40               | –          | –            |